# Alonzo Davis
Alonzo Davis (Tuskegee, 2 de fevereiro de 1942 – 27 de janeiro de 2025) foi um artista e acadêmico Afro-americano conhecido por ser co-fundador da Galeria Brockman em Los Angeles. Em reação a uma falta de cobertura da arte negra, Davis então tornou-se um defensor da arte negra e artistas. Seu trabalho mais conhecido é o Olho no '84 (Eye on '84) que pintou para comemorar os Jogos Olímpicos de Verão de 1984.

## Vida pessoal
Davis cresceu perto de Tuskegee University, onde seu pai era um professor de psicologia. A família de Davis mudou-se de Tuskegee, Alabama para Los Angeles, Califórnia, em 1955, onde ele foi exposto a arte asiática. Davis se tornou um praticante de meditação Zen, embora ele não se converteu ao budismo. Davis, então um estudante de arte em Pepperdine, em desacordo com o foco predominantemente branca de seu curso, procurou compreender o cenário da arte negra na América. Ele e seu irmão Dale, também um artista, viajou por todo o país para conhecer outros artistas negros, incluindo o "Grupo de espiral" no Harlem liderada por Romare Bearden e Hale Woodruff.

## Galeria Brockman
Os irmãos Davis tiveram a ideia para a abertura da Galeria Brockman durante a viagem de volta para o sul da Califórnia a partir de março de 1966 em Jackson, Mississippi. Eles abriram a Galeria Brockman em 1967 em Degnan Avenue em Leimert Parque. O nome "Brockman" refere-se a Alonzo e o nome de solteira da avó materna de Dale. Brockman Gallery tem destaque as obras de Romare Bearden, John Biggers, Elizabeth Catlett, Dan Concholar, Melvin Edwards, David Hammons, John Outterbridge e Charlie White. Em 1973, os irmãos também fundaram uma organização sem fins lucrativos chamada Brockman Productions para apoiar a arte na comunidade Afro-Americana.

## Carreira docente
Alonzo ensinou na Crenshaw High School até 1970 quando saiu para ensinar em uma série de escolas, incluindo o manual de Artes da High School, Mount Saint Antonio College, Pasadena City College, e UCLA. Davis participou do movimento de Ruth Waddy "Arte Ocidental Associated" para aumentar a inclusão da arte negra nos museus tradicionais de Los Angeles. Em 1976, Davis começou a trabalhar na Galeria  Brockman. 
De 1991 a 1992, Davis ensinou no Instituto de Arte de San Antonio. Ele, então, serviu como reitor da Universidade de Memphis entre 1993-2002.
Davis, um aluno do Centro de Artes Criativas da Virginia, tem uma bolsa de estudos oferecida aos escritores, compositores e artistas africanos ou latino-americanos.

## Arte
Davis pintou no mural, o olho em '84, Uma das dez pinturas murais comissionados do Projeto Murais Olímpicos de Los Angeles. O Mural de Davis foi localizado na estrada sul I-110 na rampa de acesso Third Street. Sua pintura, acrílica sobre concreto, mostrava uma série de símbolos internacionalmente reconhecidos, incluindo os anéis olímpicos. O mural sofreu intemperismo e foi considerado irrecuperável. O mural foi pintado em 2001 por CalTrans.
Davis se mudou para Sacramento em 1987 e para uma residência no Havaí, em 1988.